# Ernst Dümmler
Ernst Ludwig Dümmler (*2 de enero de 1830 - 11 de septiembre de 1902) fue un historiador alemán. Fue el hijo de Ferdinard Dümmler (1777-1846), un vendedor de libros residente en Berlín. Estudió en la Universidad de Bonn bajo la tutoría de Johann Wilhelm Löbell, Leopold von Ranke y Wilhelm Wattenbach. Su tesis de doctorado, De Arnulfo Francorum rege, fue un ensayo notable entre los historiadores.
Entró en la facultad de la Universidad de Halle en 1855 e inició un seminario sobre historia. Se convirtió en profesor en 1866 y en 1875 se hizo miembro del comité dirigente del Monumenta Germaniae Historica.
Además de sus numerosos trabajos críticos, Dümmler publicó:
- Piligrim von Passau und das Erzbistum Lorch (1854)
- Über die älteren Slawen in Dalmatien (1856)
- Das Formelbuch des Bischofs Salomo III. von Konstanz (1857)
- Anseim der Peripatetiker (1872)

La obra que se le es considerada como máxima fue Geschichte des ostfränkischen Reiches (Berlín, 1862-1865, Sn. 2 vols.; 2nd ed. 1887-1888, in 3 volúmenes). 